# والتر اسپنس
والتر اسپنس (انگلیسی: Walter Spence; ۳ مارس ۱۹۰۱ – ۱۶ اکتبر ۱۹۵۸) شناگر اهل کانادا و گویان بریتانیا بود.
وی در مسابقات کشوری و بین‌المللی در مجموع برندهٔ ۱ مدال نقره، ۱ مدال برنز شده‌است.